# 112 (banda)
112 (pronunciado "One-TWELVE") es un cuarteto estadounidense vocal de R&B procedentes de Atlanta, Georgia. Principalmente, son conocidos por sus singles "Anywhere", "Dance With Me" o "U Already Know", y por la colaboración en el ‘superhit’ "I'll Be Missing You" donde actuaban junto a Puff Daddy y Faith Evans. El tema ganó un Grammy en 1997. Antiguamente trabajaron para Sean "P. Diddy" Combs' en Bad Boy Records, pero en 2000 el grupo dejó la compañía para enrolarse a Def Soul.
El grupo está compuesto por Daron Tavaris Jones, Michael Marcel Keith (alias Mike), Quinnes Diamond Parker (alias "Q") y Marvin Eugene Scandrick, III (alias "Slim"), todos ellos, amigos desde la infancia y han estado cantando juntos desde el instituto. Todos empezaron a cantar a temprana edad en el coro de la iglesia.

## Historia

### Formación y primeros años (1991-1997)
El grupo tuvo su inicio cuando los miembros se reunieron mientras asistían a la escuela secundaria. El grupo original que consistía de Daron Jones, Michael Keith y Reginald Finley cantaron juntos mientras Jones y Keith estaban en la escuela y Finley estaba en la secundaria. Una vez que se unieron a Finley en la escuela secundaria, conocieron a su compañero de clase Aldon Lagon que trabajaba en un McDonald's local en Atlanta y lo agregó debido a su profunda voz de bajo. Entonces conocieron a un talentoso vocalista de alto tenor Marvin Scandrick con el que cantaron en el coro de la escuela. Conocido como "Forte" en ese entonces, el grupo realizó demostraciones del talento y realizó en las iglesias y las escuelas alrededor de Atlanta. Después de que País de Gales fuera capaz de asegurar una audición para el grupo fuera del Club 112 de Atlanta en el Buckhead de la ciudad los muchachos cantaron para Combs y lo impresionaron y después de otra audición para Combs delante de Chucky Thompson, Bad Boy Records y Combs firman el ahora cuarteto de Michael Keith, Marvin Scandrick, Daron Jones, Y Quinnes Parker a Bad Boy Records. El grupo entonces cambió su nombre de Forte a 112 después del club de Atlanta donde Combs primero tenía a muchachos a la audición.

## Premios y nominaciones
| Año  | Premio | Categoría                                         | Obra                | Resultado |
| ---- | ------ | ------------------------------------------------- | ------------------- | --------- |
| 1997 | Grammy | Best Rap Performance by a Duo or Group            | I'll Be Missing You | Ganador   |
| 2001 | Grammy | Best R&B Performance by a Duo or Group with Vocal | Peaches & Cream     | Nominada  |